# Хваса
◌ܺ, ◌ܻ, ܝܼ (ܚܒ݂ܵܨܵܐ, хваса) — огласовка в сирийском письме.

## Использование
В восточносирийском (несторианском) письме представляет собой букву йод с точкой снизу (ܝܼ) и обозначает [iː]. В западносирийском (яковитском) письме выглядит как «⌶» над (◌ܺ) или под буквой (◌ܻ) и обозначает [iː] или [i]; происходит от греческой буквы эта (Η).
В романизации ALA-LC западносирийская хваса передаётся как i, а западносирийская хваса с йодом (◌ܺܝ) и восточносирийская хваса (ܝܼ) — как í; в романизации BGN/PCGN восточносирийская хваса (◌ܼ/ܝܼ) передаётся как ī, а передача западносирийских вариантов не регламентируется.

## Кодировка
Западносирийская хваса сверху, западносирийская хваса снизу и точка восточносирийской хвасы (унифицированная с точкой восточносирийской рвасы) были добавлены в стандарт Юникод в версии 3.0 в блок «Сирийское письмо» (англ. Syriac) под шестнадцатеричными кодами U+073A, U+073B, U+073C соответственно.